# 裴哲
裴哲（韓語：배철，1912年—1953年），北韓政治人物，國內派人，官至朝鮮勞動黨聯絡部長。後於1953年因間諜罪而被處死。

## 生平
裴哲出生於京畿道開城，中學時曾因參與學生運動而被休學處分。為繼續完成學業，他離開家鄉，並到日本松島學習。1931年，他考入大學學習數學。在大學期間，他加入日本共產黨青年團並組織反日本殖民地運動而被收監。獲釋後，他加入日本共產黨，又繼續參與社會主義運動。1935年，他因與工人發動左翼運動而再被判入獄5年。1945年，日本投降，二戰結束，裴哲來到南韓，並加入南朝鲜劳动党，又當選為慶尚北道的黨委員長。但在不久後，由於他遭到反對共產主義的南韓政府的壓迫而投奔北韓。
來到北韓後，裴哲成為朝鮮勞動黨員，並被委任為聯絡部長。韓戰期間，他又被指派為朝鲜党中央敌后游击指导处指導處長，負責帶領在智異山的游擊隊。1951年6月底，裴哲派遣部分朝鲜干部战士编入中朝联军游击支队。然而，在戰爭結束不久後，國內派領袖李承燁被時任最高領導人金日成指控為顛覆政府的間諜，裴哲也被捲入其中。1953年，他因而被處決。

## 資料來源
- 조선민주주의인민공화국 최고재판소，〈미제국주의 고용간첩 박헌영 리승엽 도당의 조선민주주의인민공화국 정권 전복음모와 간첩사건 공판 문헌〉, 평양, 1956년.
- 반민족문제연구소（1994년 3월 1일）。〈전향과 변신의 길（정창현）〉，《청산하지 못한 역사 3》. 서울: 청년사. ISBN 9788972783145
- 김인덕（2002년 8월 16일）。《일제시대 민족해방운동가 연구》. 서울: 국학자료원. ISBN 8982069704